# Copelatus brasiliensis
Copelatus brasiliensis är en skalbaggsart som beskrevs av Zimmermann 1921. Copelatus brasiliensis ingår i släktet Copelatus och familjen dykare. Inga underarter finns listade i Catalogue of Life.